# 太上庙
太上庙，位于中国广东省佛山市禅城区福宁路祥安街15号，三进三开间，占地400平方米。太上庙始建于明代，清代曾多次重修。在近代，该处曾作鸿胜武馆。大革命时期，南海县四区农民协会成立于此。1998年4月30日，列入佛山市文物保护单位。